# Muzej istočne Bosne
Muzej Istočne Bosne je muzej u Tuzli. 
Posjeduje etnološku, povijesnu, biološku, numizmatičku i umjetničku zbirku s pripadajućim im odjelima. Među 50.000 eksponata sačuvani su tragovi kontinuiteta od 6500 godina života u tuzlanskom kraju. 
Spada u muzeje kompleksne vrste. Opremljen je bogatom stručnom knjižnicom. Izdaje vlastiti časopis, Članci i građa za kulturnu historiju istočne Bosne. Prije velikosrpske agresije na BiH išao je u razmjenu za stručna i znanstvena izdanja u tuzemstvu i inozemstvu. 

Od 1957. godine izdaje stručni časopis Članci i građa za kulturnu istoriju istočne Bosne. Suradnici u časopisu bili su veliki arheološki autoriteti kao što su Đuro Basler, Milica Baum, Alojz Benac, Ivo Bojanovski, Borivoj Čović, Radmila Jovanović, Milica D. Kosorić, Veljko Milić, Dragoslav Srejović, Ivan Puš i drugi.

## Vanjske poveznice
- Muzej Istočne Bosne - službena stranica
- Facebook
- Arheološki portal[neaktivna poveznica] Snežana Banović: Muzej istočne Bosne Tuzla i borba za očuvanje kulturne baštine